# Barybas scopifer
Barybas scopifer är en skalbaggsart som beskrevs av Hermann Burmeister 1855. Barybas scopifer ingår i släktet Barybas och familjen Melolonthidae. Inga underarter finns listade.